# Río Alhama (Ebro)

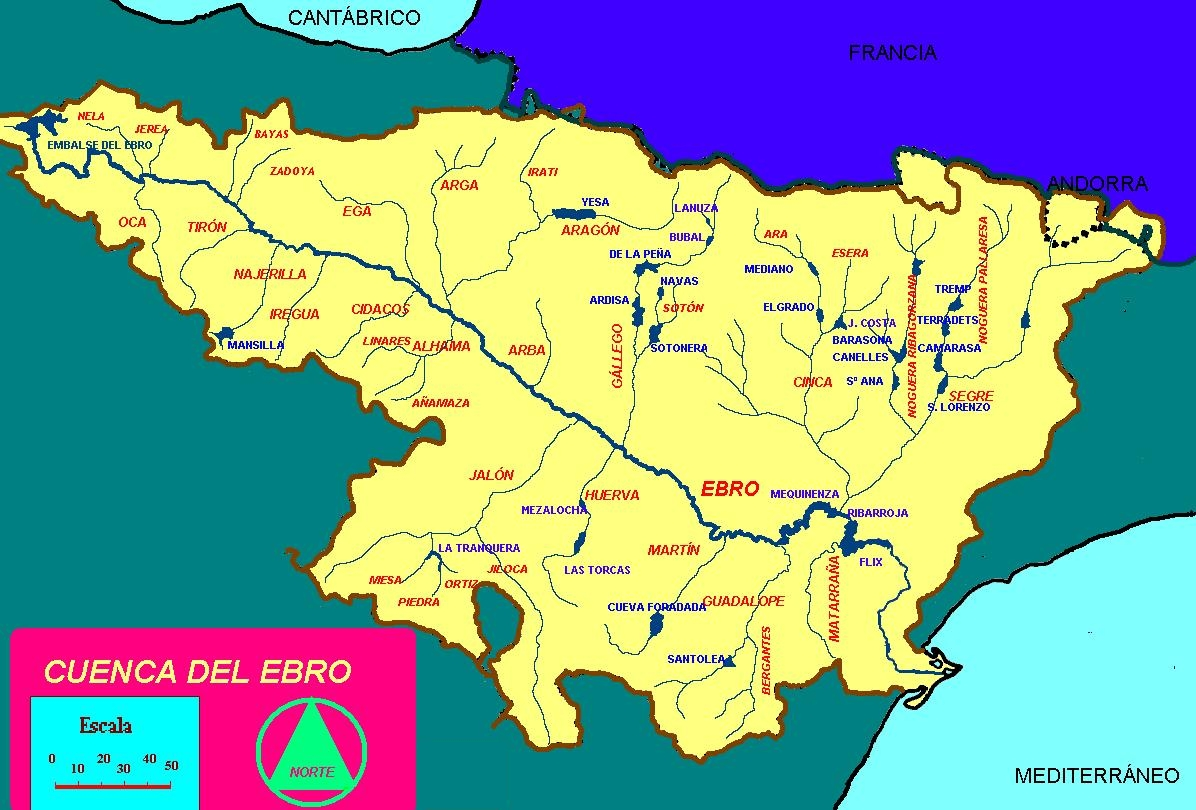
Einzugsgebiet (cuenca) des Ebro

Der Rio Alhama ist ein ca. 84 km langer südlicher Nebenfluss des Ebro in den nordspanischen Provinzen Soria, Navarra und La Rioja.

## Verlauf
Der Río Alhama entspringt – in Abhängigkeit von Regenfällen bzw. Schmelzwasser – in einer Höhe von ca. 1595 m in der Sierra del Almuerzo, einem Teil des Iberischen Gebirges, auf dem Gemeindegebiet von Suellacabras. Er fließt hauptsächlich in nordöstlicher Richtung und mündet etwa 2 km östlich von Alfaro in den Ebro.

## Nebenflüsse
| links - Río Linares | rechts - Río Añamaza |

## Orte
Magaña, Cigudosa, Aguilar del Río Alhama, Cervera del Río Alhama, Fitero, Cintruénigo, Corella, Alfaro

## Sehenswürdigkeiten
Der Oberlauf des Flusses ist von Wäldern gesäumt. Nahezu jede Ortschaft an den Ufern des Río Alhama bietet kulturelle Sehenswürdigkeiten. Besonders hervorzuheben ist das guterhaltene Zisterzienserkloster Santa María la Real in Fitero aus dem 12./13. Jahrhundert.